# Василий Константинович (князь ростовский)
Василий Константинович (1291-1316) — князь Ростовский
Младший сын князя Константина Борисовича. В летописях мы находим только два известия об этом князе: под 1291 годом они отмечают его рождение, а под 1316 годом встречаем известие о том, что этот князь пришёл из Орды с татарскими послами, Казанчием и Сабанчием, которые «много зла сотвориша в Ростове». Так как в это время шла борьба за великокняжеское достоинство между тверским князем Михаилом Ярославичем и московским Юрием Даниловичем, около которых группировались остальные князья Северо-Восточной Руси, то надо полагать, что приход Василия из Орды с татарами был в связи с этой борьбой.
Князь Василий был женат на неизвестной, от брака с которой у него были сыновья Фёдор и Константин, при которых Ростовское княжество разделилось на два удела. Умер, вероятно, в 1316 году.